# Chiaro di Vienne
San Chiaro di Vienne (in francese Saint Clair de Vienne, noto anche come Clair du Dauphiné) (Saint-Clair-du-Rhône, ... – Vienne?, 660 circa) è stato un monaco cristiano e abate francese, venerato come santo dalla chiesa cattolica.

## Biografia
Nato nell'attuale Saint-Clair-du-Rhône (già Saint-Genés), morì attorno al 660. Chiaro fu abate del monastero di san Marcello di Vienne, in Burgundia. Così lo ricorda il Martirologio Romano:
(Martirologio Romano)

## Culto
Il culto del santo è rimasto molto vivo nella zona di Vienne, dove è sorto almeno dall'VIII secolo, quindi pochi decenni dopo la morte del santo. La venerazione venne confermata da Pio X nel 1903. Dieci parrocchie della regione del Delfinato sono poste sotto il suo patronato, e diversi luoghi, tra cui tre comuni, portano il suo nome. Le sue reliquie si trovano ad Aix-les-Bains.
La sua ricorrenza cade il 1º gennaio di ogni anno, ma nella diocesi di Viviers si fa memoria di lui il giorno seguente, mentre è festeggiato, il 2 gennaio, nelle diocesi di Annecy, di Chambéry, di Grenoble e di Lione.